# 이세계 (음악 그룹)
이세계는 대한민국의 음악 그룹이다. 2020년 싱글 《날 위해 울어줘 / 낭만젊음사랑》으로 데뷔했다.

## 방송
- 슈퍼밴드2 (2021)

## 음반
- 날 위해 울어줘 / 낭만젊음사랑 (2020)
- BLIND (2021)
- 제비다방 컴필레이션 2021/2022 (2021)

## 피처링
- 리선 <어쩌면 난 사랑이 두려워> (2021)